# 더 록 (영화)
《더 록》(영어: The Rock)은 마이클 베이가 감독, 돈 심슨, 제리 브룩하이머가 제작한 1996년 미국의 액션 영화이다. 이 영화에는 숀 코너리, 니컬러스 케이지, 에드 해리스, 마이클 빈과 윌리엄 포사이스가 출연한다. 제69회 미국 아카데미상 음향상에 후보 지명되었다.

## 줄거리
미국 해병대 여단장 프랜시스 X. 허멀 장군(General Francis X. Hurmel: 에드 해리스 분)은 미정부를 상대로 '극비의 군사 작전을 수행하던 중 전사한 장병'들의 유가족에게 전쟁 퇴역 군인들과 동일한 보상을 보장해줄 것을 호소해 왔다. 그러나 그의 호소는 무시되거나 묵살되고 말았다. 이에 분노한 허멀 장군은 정의의 회복이란 명분으로 비밀리에 해병대 공수 특전단을 규합하여 과거 30년간 형무소로 악명높았던 앨커트래즈섬을 장악하고 이 섬을 찾은 민간인 관광객 81명을 인질로 억류한다.
만일 정부 차원의 보상이 즉각 시행되지 않을 경우 VX가스라는 치명적인 살상용 화학가스가 장착된 15기의 M55 로켓을 샌프란시스코에 발사하겠다고 경고한다. 이들의 반란 야욕을 진압하고 샌프란시스코를 살릴 수 있는 유일한 희망으로 FBI는 생화학무기 전문가인 스탠리 굿스피드(Stanley Goodspeed: 니콜라스 케이지 분)를 발탁한다. 그리고 '더 록'이란 별칭의 앨커트래즈를 탈옥한 유일한 생존자이자 현재 33년째 극비리에 복역 중인 죄수 존 메이슨(John Patrick Mason: 숀 코너리 분)이 역침투의 척후병으로 발탁되어 두 사람이 앨커트래즈에서 겪는 이야기이다.

## 캐스팅
- 숀 코너리(존 패트릭 메이슨 역)
- 니컬러스 케이지(스탠리 굿스피드 박사 역)
- 에드 해리스(미 해병 프랜시스 제이비어 "프랭크" 허멀 장군 역)
- 마이클 빈(미 해군 특전대 (NAVY SEAL) 앤더슨 소령 역)
- 윌리엄 포사이스(어니스트 팩스턴 특별요원 역)
- 데이비드 모스(미 해병 톰 백스터 소령 역)
- 존 스펜서(제임스 워멕 FBI 부장역)

## 한국판 성우진

### KBS (1999년 2월 17일)
- 유강진 - 존 패트릭 메이슨(숀 코너리)
- 양지운 - 프랜시스 험멜 장군(에드 해리스)
- 홍시호 - 스탠리 굿스피드(니콜라스 케이지)
- 이완호 - 제임스 워맥 국장(존 스펜서)
- 장광 - 톰 백스터 소령(데이비드 모스) / 알 크레이머 장군(스튜어트 윌슨)
- 유해무 - 어네스트 팩스톤(윌리엄 포사이스) / 알카트레즈 안내원
- 김준 - 대로우 대위(토니 토드) / 수석재판관(필립 베이커 홀) / 링 박사(데이비드 보우) / FBI 요원 스타(드와이트 힉스)
- 유동현 - 찰스 앤더슨 대장(마이클 빈) / 마빈 이셔우드(토드 루이소)
- 강구한 - 프라이 대위(그레고리 스포레더) / 피터슨 장군(존 롤린) / 갬블 일병(그레그 콜린스) / FBI 요원 헌트(랄프 페두토)
- 김익태 - 헨드릭스 대위(존 C. 맥긴리) / 로너 박사(잰더 버클리) / 대통령(스탠리 앤더슨)
- 문관일 - 루이스 린스트롬(하워드 플라트) / 콕스 일병(브랜던 켈리) / 맥코이 일병(스티브 해리스) / 험비 주인(한스 조그 스트루하르)
- 김소형 - 크리스프 하사(보킴 우드바인)
- 오인성 - 셰퍼드 중위(대니 누치) / 헤이든 싱클레어(데이비드 마샬 그랜트)
- 정미경 - 제이드 안젤로(클레어 폴라니)
- 이용순 - 칼라(버네사 마실) / 스테이시(셀레스테 웨버)

### SBS (2004년 6월 6일)
- 유강진 - 존 패트릭 메이슨(숀 코너리)
- 박지훈 - 스탠리 굿스피드(니콜라스 케이지)
- 장승길 - 프랜시스 험멜 장군(에드 해리스)
- 이완호 - 제임스 워맥 국장(존 스펜서)
- 장광 - 톰 백스터 소령(데이비드 모스)
- 강희선
- 이호인
- 윤병화
- 박영화
- 이재용
- 김영선
- 김서영
- 민지
- 이상훈
- 고재균
- 김정아

### MBC (2005년 11월 19일)
- 유강진 - 존 패트릭 메이슨(숀 코너리)
- 최원형 - 스탠리 굿스피드(니콜라스 케이지)
- 권혁수 - 프랜시스 험멜 장군(에드 해리스)
- 이종혁 - 제임스 워맥 국장(존 스펜서)
- 이상범 - 톰 백스터 소령(데이비드 모스)
- 최한 - 어네스트 팩스턴 요원(윌리엄 포사이스)
- 송준석 - 찰스 앤더슨 대장(마이클 빈)
- 우정신 - 칼라(버네사 마실)
- 엄태국 - 헨드릭스 대위(존 C. 맥긴리)
- 이상훈 - 프라이 대위(그레고리 스포레더)
- 최석필 - 대로우 대위(토니 토드)
- 방성준 - 크리스프 하사(보킴 우드바인) / 대통령(스탠리 앤더슨)
- 김명수 - 알 크레이머 장군(스튜어트 윌슨)
- 이윤연 - 로너 박사(잰더 버클리) / 루 린스트롬(하워드 플라트)
- 김호성 - 마빈 이셔우드(토드 루이소)
- 정재헌 - 폴(앤서니 클라크) / 셰퍼드 중위(대니 누치)
- 이원찬 - 피터슨 장군(존 롤린) / 갬블 일병(그레그 콜린스)
- 김두희 - 래리(샘 휘플)
- 류승곤 - 로이스(하워드 플라트)
- 양준건 - 라이거트(마샬 R. 티그)
- 이민하 - 제이드 안젤로(클레어 폴라니)
- 유상우 - 스테이시(셀레스테 웨버)